# Venere.com
Venere Net S.r.l. (zu deutsch Venus) war ein unter der Marke Venere.com am Markt auftretendes italienisches Online-Reisebüro zur Buchung von Unterkünften weltweit. Das Unternehmen wurde im Jahr 1995 als Società a responsabilità limitata mit Sitz Rom gegründet. Im Jahr 2008 wurde Venere.com von Expedia Inc. übernommen. Im Ursprungsland Italien gehörte das Portal noch im Jahr 2015 zu den 1000 meistbesuchten Websites des Landes.
Im Jahr 2013 hatte Venere Net Srl einen Jahresumsatz von 105,3 Mio. Euro bei 145 Mitarbeitern, 2014 waren es 83,1 Mio. Euro bei 133 Mitarbeitern.
Das Unternehmenslogo war nach dem Gemälde Die Geburt der Venus von Sandro Botticelli gestaltet.

## Geschichte
Im Februar 1995 wurde Venere Net Srl gegründet. 2001 folgte die Gründung der Aktiengesellschaft Venere Net S.p.A. mit internationalen Büros in London und Paris. 2006 übernahm das Private-Equity-Unternehmen Advent International 60 % der Anteile. 2008 erwarb Expedia Inc. 100 % der Anteile an Venere.com. Im September 2015 wurde eine Business-to-Business-Plattform für Online-Reisebüros eingerichtet. Im November 2016 gab Venere die Einstellung der Buchungsplattform zum 1. Dezember bekannt, für weitere Buchungen verweist der Unternehmensauftritt auf das Expedia-Tochterunternehmen Hotels.com.

## Kritik
Stiftung Warentest stufte das Reiseportal als problematisch ein. Da es sich um ein ausländisches Portal handelt, gelte teilweise kein deutsches Recht.
In einem Test der Deutschen Gesellschaft für Verbraucherstudien (DtGV) wurde das Portal mit der Note 3,6 (ausreichend) bewertet. Kritikpunkte, Restaurant oder Nichtraucher ließen sich nicht in die Suche einbinden.